# Anyphaena crebrispina
Anyphaena crebrispina är en spindelart som beskrevs av Chamberlin 1919. Anyphaena crebrispina ingår i släktet Anyphaena och familjen spökspindlar. Inga underarter finns listade i Catalogue of Life.